# Polaris (операционная система)
Polaris — дистрибутив на основе операционной системы OpenSolaris, предназначенный для работы на процессорах архитектуры PowerPC.

## История портирования Solaris на PowerPC
В 1996 Sun Microsystems выпустила 32-битную Solaris PowerPC Edition 2.5.1 для платформы PReP. Разработка была продолжена в версии Solaris 2.6, но официальная поддержка платформы PowerPC была прекращена. Исходный код 2.5.1 PowerPC недоступен сообществу OpenSolaris из-за лицензионных ограничений.
В январе 2006 разработчики из Blastwave начали работу над портированием OpenSolaris на платформу PowerPC; проект был назван Polaris.
14 июня 2006 Sun Labs объявила о начале работы по интеграции доступных частей Solaris 2.5.1 в OpenSolaris (Project Pulsar).
В октябре 2006 сообщество OpenSolaris выпустило первую версию кода OpenSolaris для PowerPC.

## Текущее состояние
Polaris представляет собой 32-битное ядро, которое выполняет init и shell.

### Аппаратное обеспечение
Основная работа по портированию ведётся на Genesi Pegasos ODW. Также Polaris работает на других машинах:
- EFIKA от Genesi
- Apple PowerMac G4
- Apple MacMini